# ク・ギョファン
ク・ギョファン（朝: 구교환、1982年12月14日 - ）は、韓国の俳優、映画監督。NAMOO ACTORS所属。

## 出演作品

### 映画
- 아이들 Boys（2008年） - ジヌク 役
- 죽기직전 그들 Just Before They Died（2008年） - 男 役
- 사사건건 Nice Shorts「남매의 집 Don't Step Out of the House」（2009年） - ラオウ 役
- 彼とわたしの漂流日記（2009年） - 公益要員1 役
- 黄金時代「遺言 Live」（2009年） - ギチョル 役
- 실락원 Paradise Lost（2010年） - フンジン 役
- 구해줘! Midnight Express（2011年）
- 거북이들 Turtles（2011年） - ギョファン 役
- 겨울잠 Winter sleep（2012年） - クビョン 役
- 私のオオカミ少年（2012年） - 泥酔した男 役
- 裏話 監督が狂いました（2013年）
- Welcome to my home （2013年）
- 監督！僕にもDVDをください！（2013年） - コ・ギファン 役
- 희야 We Called Him Heeya（2014年） - ギテ 役
- ソウル熱愛「서울생활 Seoul Life」「뎀프시롤:참회록 Dempseyroll: confessions」（2014年） - ギョファン / ギチョル 役
- 四年生ボギョン（2014年） - ク・ドグ 役
- 오늘영화 Now Playing「연애다큐 Luv Docu」（2014年） - ク・ギョファン 役
- フライ・トゥ・ザ・スカイ（2015年） - ギョファン 役
- 오명 Dishonor（2015年）
- 로보트:리바이벌 Robot Revival（2015年）
- 우리 손자 베스트 Great Patrioteers（2016年） - ギョファン 役
- 夢のジェーン（2016年） - ジェーン 役
- 걸스온탑 Girls on top（2017年）
- 세 마리 Leave a Message after Beep（2018年）
- なまず（2019年） - イ・ソンウォン 役
- ロミオ（2019年） - ロミオ 役
- 新感染半島 ファイナル・ステージ（2020年） - ソ大尉 役
- モガディシュ 脱出までの14日間（2021年） - テ・ジュンギ 役
- キル・ボクスン（2023年） - ハン・ヒソン 役

### テレビドラマ
- 遥か遠い踊り（2016年、KBS2） - シン・パラン 役
- キングダム: アシンの物語（2021年、Netflix） - アイダガン 役
- D.P. -脱走兵追跡官-（2021 - 2023年、Netflix） - ハン・ホヨル 役
- ウ・ヨンウ弁護士は天才肌（2022年、Netflix）- パン・グポン 役
- パク・ハギョンの旅行記（2023年、wavve） - イ・チャンジン 役
- 寄生獣 -ザ・グレイ-（2024年、Netflix）- ソル・ガンウ 役

## 監督・プロデューサー・脚本・編集作品

### 映画
- 거북이들 turtles（2011年）
- Welcome to my home（2013年）
- 술래잡기 Play Tag（2013年） - チ・オンテ、キム・ヨングァンとの共同監督
- 왜 독립영화 감독들은 DVD를 주지 않는가? Where is My DVD?（2013年）
- 오늘영화 Now Playing「연애다큐 Luv Docu」（2014年） - イ・オクソプとの共同監督
- 플라이 투 더 스카이 Fly to the Sky（2015年） - イ・オクソプとの共同監督
- 방과 후 티타임 리턴즈 After School（2015年）
- 걸스 온 탑 Girls on top（2017年） - イ・オクソプとの共同監督
- なまず（2018年） ※プロデューサー、イ・オクソプとの共同脚本、イ・オクソプとの共同編集
- 세마리 Leave a Message After Beep（2018年） ※脚本のみ

## 受賞歴
- 第13回 チョン・ドンジン独立映画祭 - 丸いコイン賞（2011年、『거북이들 Turtles』）[2]
- 第31回 釜山国際短編映画祭 ｰ 釜山シネフィルアワード（2014年、『왜 독립영화 감독들은 DVD를 주지 않는가? Where is my DVD?』）[3]
- 第13回 ミジャンセン短編映画祭 ｰ 喜劇之王部門 最優秀作品賞（2014年、『왜 독립영화 감독들은 DVD를 주지 않는가? Where is my DVD?』）[4]
- 第14回 アシアナ国際短編映画祭 ｰ 韓国コンペティション部門 大賞（2016年、『플라이 투 더 스카이 Fly to the Sky』）[5]
- 第21回 釜山国際映画祭 ｰ 今年の俳優賞（2016年、『夢のジェーン』）
- CINE21映画賞 ｰ 今年の男性新人俳優（2016年、『우리 손자 베스트 Great Patrioteers』）[6]
- 第22回 春史映画祭 - 新人男優賞（2017年、『우리 손자 베스트 Great Patrioteers』）[7]
- 第19回 チョン・ドンジン独立映画祭 ｰ 丸いコイン賞（2017年、『걸스온탑 Girls on top』）[8]
- 第26回 釜日映画賞 ｰ 新人男優賞（2017年、『夢のジェーン』）[9]
- 第18回 釜山映画評論家協会賞 ｰ 新人男性演技賞（2017年、『夢のジェーン』）
- 第54回 百想芸術大賞 ｰ 映画部門男性新人演技賞（2017年、『夢のジェーン』）[10]